# Таран-Гончаренко Феодосій Прохорович
Феодосій (Теодосій) Прохорович Таран (Гончаренко) (11 квітня 1897, село Постав-Мука Лохвицького повіту Полтавської губернії, тепер Чорнухинського району Полтавської області — розстріляний 24 грудня 1937) — український радянський журналіст, відповідальний редактор газети «Вісті ВУЦВК». Кандидат у члени ЦК КП(б)У в листопаді 1927 — червні 1930 р. Член ЦК КП(б)У в червні 1930 — травні 1937 року. Член ВУЦВК.

## Біографія
Народився в заможній селянській родині. Навчався на фізико-математичному факультеті Харківського університету.
Член УСДРП з 1919 року, разом з лівим крилом цієї партії перейшов до боротьбістів.
Член РКП(б) з 1920 року.
У 1924—1925 роках був слухачем вищих повторних курсів для відповідальних працівників при ЦК КП(б)У.
З 1925 року — відповідальний секретар газети «Вісті ВУЦВК».
У 1927—1933 роках — заступник відповідального редактора, редактор газети ЦК КП(б)У «Комуніст».
12 жовтня 1933 — 1937 року — відповідальний редактор газети «Вісті ВУЦВК».
Як публіцист був відомий своїми фейлетонами і памфлетами на міжнародні теми. Автор рецензій на театральні постановки, фільми. Зокрема, Тарану належить рецензія на фільм Олександра Довженка «Земля», в якій він докоряє режисерові за «кволі образи куркуля і попа», хоч загальна оцінка фільму була позитивною. У додатку до «Вістей ВУЦВК» — «Культура і побут» друкував памфлети Миколи Хвильового, але після осуду «хвильовізму» організував у «Комуністі» з доручення ЦК КП(б)У матеріали проти Хвильового, ВАПЛІТЕ, театру «Березіль», взагалі проти української культури. 
13 серпня 1937 року заарештований органами НКВС. Розстріляний. Посмертно реабілітований.